# Eliminacje do Mistrzostw Europy w Piłce Nożnej 2004/Grupa H
W rozgrywkach grupy H eliminacji Euro 2004 wzięło udział 5 drużyn:
- Belgia
- Chorwacja
- Bułgaria
- Estonia
- Andora

## Tabela
| Zespół    | Pkt | M | W | R | P | Br+ | Br− | +/− |
| --------- | --- | - | - | - | - | --- | --- | --- |
| Bułgaria  | 17  | 8 | 5 | 2 | 1 | 13  | 4   | +9  |
| Chorwacja | 16  | 8 | 5 | 1 | 2 | 12  | 4   | +8  |
| Belgia    | 16  | 8 | 5 | 1 | 2 | 11  | 9   | +2  |
| Estonia   | 8   | 8 | 2 | 2 | 4 | 4   | 6   | -2  |
| Andora    | 0   | 8 | 0 | 0 | 8 | 1   | 18  | -17 |

|           | Bułgaria | Chorwacja | Belgia | Estonia | Andora |
| --------- | -------- | --------- | ------ | ------- | ------ |
| Bułgaria  | X        | 2:0       | 2:2    | 2:0     | 2:1    |
| Chorwacja | 1:0      | X         | 4:0    | 0:0     | 2:0    |
| Belgia    | 0:2      | 2:1       | X      | 2:0     | 3:0    |
| Estonia   | 0:0      | 0:1       | 0:1    | X       | 2:0    |
| Andora    | 0:3      | 0:3       | 0:1    | 0:2     | X      |

## Wyniki
| 7 września 2002 18:00 | Chorwacja | 0:0(0:0)Raport | Estonia | Gradski vrt, Osijek Widzów: 10 766 Sędzia: Juan Antonio Fernández Marín |
|                       |           |                |         |                                                                         |

| 7 września 2002 20:00 | Belgia | 0:2(0:1)Raport | Bułgaria · 16' Janković · 63' Petrow | Stadion Króla Baudouina I, Bruksela Widzów: 30 950 Sędzia: Terje Hauge |
|                       |        |                |                                      |                                                                        |

| 12 października 2002 17:00 | Bułgaria · Petrow 21' · Berbatow 37' | 2:0(2:0)Raport | Chorwacja | Stadion Narodowy im. Wasiła Lewskiego, Sofia Widzów: 43 200 Sędzia: Anders Frisk |
|                            |                                      |                |           |                                                                                  |

| 12 października 2002 20:00 | Andora | 0:1(0:0)Raport | Belgia · 61' Sonck | Estadi Nacional, Andora Widzów: 700 Sędzia: Karen Nalbandian |
|                            |        |                |                    |                                                              |

| 16 października 2002 17:00 | Bułgaria · Czilikow 35' · Bałykow 58' | 2:1(1:0)Raport | Andora · 80' Lima | Stadion Narodowy im. Wasiła Lewskiego, Sofia Widzów: 36 000 Sędzia: Ceri Richards |
|                            |                                       |                |                   |                                                                                   |

| 16 października 2002 20:30 | Estonia | 0:1(0:1)Raport | Belgia · 2' Sonck | Lilleküla Stadion, Tallinn Widzów: 3900 Sędzia: Mike Riley |
|                            |         |                |                   |                                                            |

| 29 marca 2003 18:30 | Chorwacja · Srna 9' · Pršo 53' · Marić 68' · Leko 76' | 4:0(1:0)Raport | Belgia | Stadion Maksimir, Zagrzeb Widzów: 18 117 Sędzia: Herbert Fandel |
|                     |                                                       |                |        |                                                                 |

| 2 kwietnia 2003 17:00 | Estonia | 0:0(0:0)Raport | Bułgaria | Lilleküla Stadion, Tallinn Widzów: 2500 Sędzia: Konrad Plautz |
|                       |         |                |          |                                                               |

| 2 kwietnia 2003 18:00 | Chorwacja · Rapaić 10' (k.), 43' | 2:0(2:0)Raport | Andora | Stadion Varteks, Varaždin Widzów: 8290 Sędzia: Marian Salomir |
|                       |                                  |                |        |                                                               |

| 30 kwietnia 2003 17:00 | Andora | 0:2(0:1)Raport | Estonia · 26', 74' Zelinski | Estadi Nacional, Andora Widzów: 850 Sędzia: Ali Aydın |
|                        |        |                |                             |                                                       |

| 7 czerwca 2003 18:00 | Estonia · Allas 22' · Viikmäe | 2:0(2:0)Raport | Andora | Lilleküla Stadion, Tallinn Widzów: 2500 Sędzia: Atilla Juhos |
|                      |                               |                |        |                                                              |

| 7 czerwca 2003 18:15 | Bułgaria · Berbatow 52' · Todorow 71' (k.) | 2:2(0:1)Raport | Belgia · 31' (sam.) Petrow · 56' Clement | Stadion Narodowy im. Wasiła Lewskiego, Sofia Widzów: 42 099 Sędzia: Pierluigi Collina |
|                      |                                            |                |                                          |                                                                                       |

| 11 czerwca 2003 18:00 | Estonia | 0:1(0:0)Raport | Chorwacja · 76' Kovač | Lilleküla Stadion, Tallinn Widzów: 6100 Sędzia: Alain Hamer |
|                       |         |                |                       |                                                             |

| 11 czerwca 2003 20:15 | Belgia · Goor 21', 69' · Sonck 44' | 3:0(2:0)Raport | Andora | Jules Ottenstadion, Gandawa Widzów: 11 747 Sędzia: Siarhiej Szmolik |
|                       |                                    |                |        |                                                                     |

| 6 września 2003 16:00 | Andora | 0:3(0:2)Raport | Chorwacja · 4' Kovač · 16' Šimunić · 71' Roso | Estadi Nacional, Andora Widzów: 800 Sędzia: Miroslav Liba |
|                       |        |                |                                               |                                                           |

| 6 września 2003 17:00 | Bułgaria · Petrow 16' · Berbatow 67' | 2:0(1:0)Raport | Estonia | Stadion Narodowy im. Wasiła Lewskiego, Sofia Widzów: 25 128 Sędzia: Franz-Xaver Wack |
|                       |                                      |                |         |                                                                                      |

| 10 września 2003 17:30 | Andora | 0:3(0:2)Raport | Bułgaria · 11', 24' Berbatow · 58' Christow | Estadi Nacional, Andora Widzów: 450 Sędzia: Tomasz Mikulski |
|                        |        |                |                                             |                                                             |

| 10 września 2003 20:15 | Belgia · Sonck 34', 42' | 2:1(2:1)Raport | Chorwacja · 37' Šimić | Stadion Króla Baudouina I, Bruksela Widzów: 35 682 Sędzia: Graham Poll |
|                        |                         |                |                       |                                                                        |

| 11 października 2003 20:15 | Chorwacja · Olić 48' | 1:0(1:0)Raport | Belgia | Stadion Maksimir, Zagrzeb Widzów: 31 363 Sędzia: Gilles Veisièrre |
|                            |                      |                |        |                                                                   |

| 11 października 2003 20:15 | Belgia · Piiroja 41' (sam.) · Buffel 60' | 2:0(1:0)Raport | Estonia | Stade Maurice Dufrasne, Liège Widzów: 22 408 Sędzia: Massimo Busacca |
|                            |                                          |                |         |                                                                      |